# Peter-Jürgen Boock
Peter-Jürgen Boock (* 3. September 1951 in Garding) ist ein ehemaliges Mitglied der terroristischen Vereinigung Rote Armee Fraktion (RAF). Er war an der Entführung und Ermordung von Arbeitgeberpräsident Hanns Martin Schleyer und der Ermordung des Bankiers Jürgen Ponto beteiligt. Vor seiner Verhaftung im Januar 1981 hatte er sich bereits von der RAF losgesagt. 1984/1985 wurde er mehrfach zu lebenslänglichen Freiheitsstrafen verurteilt und saß bis 1998 in Haft. Seit seiner Haftentlassung betätigt er sich als Autor.

## Leben
Nach Beendigung der Realschule 1968 begann Boock eine Lehre als Maschinenschlosser, die er jedoch nach wenigen Wochen abbrach. Auch aufgrund permanenten Streits mit dem Vater – laut Boock ein „überzeugter Nazi“ – verließ er sein Elternhaus und zog im Juni 1968 in eine Kommune in den Niederlanden. Nach einer Festnahme wegen Drogenbesitzes und einem Selbstmordversuch wurde Boock in das Landesfürsorgeheim Glückstadt eingewiesen. Nach einem dortigen Aufstand wurde er in weitere Erziehungsheime verlegt, so auch in das Jugendheim Beiserhaus in Rengshausen. Dort lernte der 17-Jährige im Juni 1969 Andreas Baader, Gudrun Ensslin und Astrid Proll kennen. Diese engagierten sich damals, während sich ihr Brandstiftungsverfahren in der Revision befand, in einem Projekt (Heimkampagne) von Pädagogikstudenten für Heimkinder. Boock war besonders von Baader tief beeindruckt, lief aus dem Erziehungsheim weg und zog mit Unterstützung von Baader und Ensslin in deren Umfeld nach Frankfurt am Main. In Frankfurt nahm Boock zunehmend harte Drogen, von denen er nach eigenen Angaben 1972 loskam, was einige jedoch nicht glauben: Nach umstrittenen Berichten war er bis 1976 heroinabhängig, was er selbst bestreitet. In ihrer 2025 veröffentlichten Autobiografie führt das ehemalige RAF-Mitglied Silke Maier-Witt aus, Boock habe auch noch in den Jahren 1977–78 an einer Opiatsucht gelitten. Mehrere Mitglieder der RAF seien bei der „Beschaffung von Suchtmitteln verhaftet“ worden. Alle seien derzeit davon ausgegangen, dass Boock die Opiate aufgrund einer Krebserkrankung  benötigt habe. 1973 heiratete er Waltraud Liewald.

### Mitglied der RAF

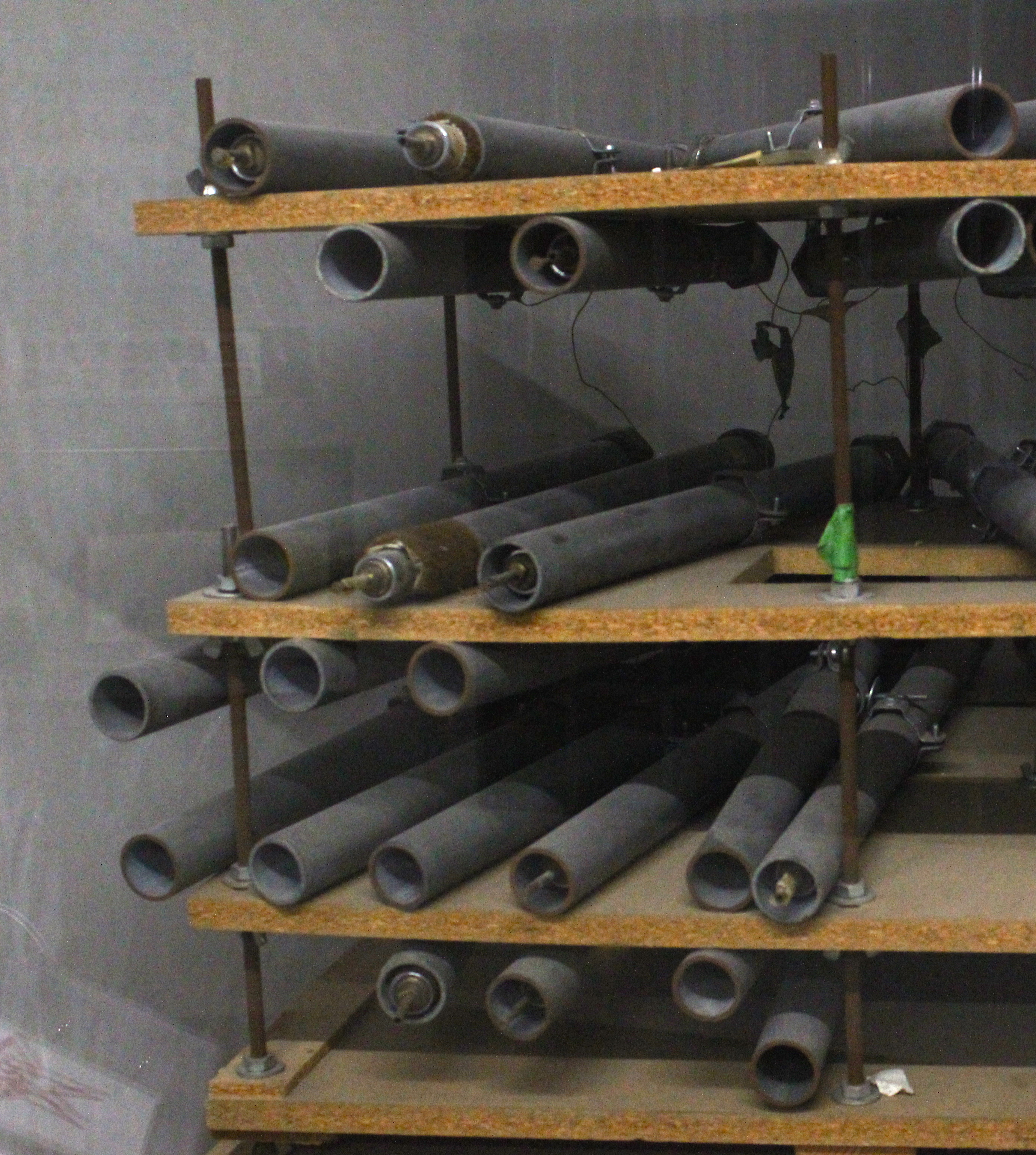
Der von Boock gebaute Raketenwerfer blieb am Tatort zurück. Er ist im Haus der Geschichte in Bonn ausgestellt.

Während des Stammheimer Prozesses nahm Boock erneut Kontakt zur RAF auf. Seit spätestens 1975 war er selbst im Untergrund und erhielt im Südjemen eine terroristisch-militärische Ausbildung, die unter anderem Geiselnahme und Flugzeugentführung umfasste.
Am 30. Juli 1977 fungierte Boock als Fluchtwagenfahrer bei der als Entführung geplanten Ermordung von Jürgen Ponto. Als Techniker der RAF bereitete er den Anschlag auf die Bundesanwaltschaft in Karlsruhe am 25. August 1977 mit vor, indem er einen Raketenwerfer baute. Dieser versagte jedoch, weil der den Zünder auslösende mechanische Wecker nicht aufgezogen worden war. Boock sagte später hierzu aus, dass ihm im Vorfeld Zweifel an der Aktion gekommen seien und er die Aktion absichtlich sabotiert habe. Das Gericht glaubte ihm jedoch nicht.
Das Kommando Siegfried Hausner der RAF, dem Boock angehörte, entführte am 5. September 1977 in Köln den Arbeitgeberpräsidenten Hanns Martin Schleyer, um die Freilassung der inhaftierten RAF-Terroristen zu erzwingen. Dabei wurden die Begleiter Schleyers erschossen. Boock gehörte anschließend 14 Tage lang zu Schleyers Bewachern. Dann setzte er sich nach Bagdad ab, wo er die Entführung der Lufthansamaschine Landshut mit vorbereitete. Im September 2007 gab Boock zu, nach der Erstürmung der Landshut der Ermordung von Schleyer zugestimmt zu haben, die dann von Rolf Heißler und Stefan Wisniewski ausgeführt worden sei. Am 11. Mai 1978 wurde Boock zusammen mit Brigitte Mohnhaupt, Sieglinde Hofmann und Rolf Clemens Wagner in Jugoslawien verhaftet. Die jugoslawische Regierung lieferte sie aber nicht an die Bundesrepublik aus, sondern ließ sie im November 1978 nach Aden im Jemen ausfliegen.

### Verhaftung und Ausstieg
Im Februar 1980 sagte sich Boock vom Terrorismus los. Nach seiner Festnahme in Hamburg am 22. Januar 1981 behauptete er, bei der RAF nur ein „kleines Licht“ gewesen zu sein, und beteuerte im Übrigen seine Unschuld. Dennoch wurde er wegen Mitgliedschaft in einer terroristischen Vereinigung, der Beteiligung an der Ermordung von Jürgen Ponto und der Entführung und Ermordung von Hanns Martin Schleyer am 7. Mai 1984 bzw. im November 1986 zu einer mehrfach lebenslangen Freiheitsstrafe verurteilt. In der Haft begann Boock, seine Erinnerungen niederzuschreiben. 1988 stellte er einen Antrag auf Begnadigung. Bundespräsident Richard von Weizsäcker führte in der Haftanstalt ein Gespräch mit ihm, begnadigte Boock jedoch nicht, weil er an dessen Reue zweifelte.
Aufgrund von Aussagen der in die DDR geflohenen und nach dem Ende der SED-Diktatur in der DDR im Juni 1990 verhafteten RAF-Terroristen erhob der Generalbundesanwalt im Juni 1991 erneut Anklage gegen Peter-Jürgen  Boock. Im Mai 1992 gestand dieser, bislang über seine Tatbeteiligung bei der Schleyer-Entführung gelogen zu haben. Er sei einer der Entführer, die mit Schnellfeuergewehren das Feuer auf Schleyers Begleiter eröffnet hatten.
Nach 17 Jahren Haft wurde Boock am 13. März 1998 aus der Sozialtherapeutischen Anstalt Hamburg-Bergedorf entlassen, in welcher er zuletzt inhaftiert gewesen war. Die Entlassung auf Bewährung beruht auf einem Beschluss des 2. Strafsenates des Oberlandesgerichtes Stuttgart vom 7. März 1995.
Boocks Auftreten und seine Aussagen werden häufig in Zweifel gezogen. So galt er dem BKA laut Heribert Prantl als der „Karl May der RAF“. Der langjährige Generalbundesanwalt Kurt Rebmann warf ihm immer wieder ein „taktisches Verhältnis zur Wahrheit“ vor. Boock machte Aussagen über Tatbeteiligte bei der Ermordung von Siegfried Buback und der Entführung von Hanns Martin Schleyer.
Heute lebt Peter-Jürgen Boock als freier Autor in Italien. Er ist in zweiter Ehe mit Barbara Boock verheiratet.

## Veröffentlichungen
- Vogelfrei. 1986, Lamuv Verlag, ISBN 3-889-77039-8.
- Schwarzes Loch. 1988, ISBN 3-499-12505-6.
- Wilhelmsburger Schattenspiel. 1989, Kellner kriminell, ISBN 3-927623-61-X.
- Abgang. 1990, Rowohlt, ISBN 3-499-12707-5.
- Mit dem Rücken zur Wand. 1994, Palette Verlag, ISBN 3-928-06210-7.
- Die Entführung und Ermordung des Hanns-Martin Schleyer. Eichborn, 2002, ISBN 3-821-83976-7.
- mit Peter Schneider: Ratte-tot… (Ein Briefwechsel). (Luchterhand).